# Fritillaria ehrhartii
Fritillaria ehrhartii là một loài thực vật có hoa trong họ Liliaceae. Loài này được Boiss. & Orph. miêu tả khoa học đầu tiên năm 1859.